# サラ・チャン
サラ・チャン（Sarah Chang 朝鮮語: 장영주（張永宙、チャン・ヨンジュ）、1980年12月10日 - ）は、フィラデルフィア出身の韓国系アメリカ人のヴァイオリニスト。
8歳のデビュー以来、北米をはじめ、ヨーロッパ、アジア圏で活動し、そのキャリアは20年以上におよぶ。
使用ヴァイオリンは1717年製のグァルネリ・デル・ジェズ。

## 経歴
1980年12月、フィラデルフィアで韓国からアメリカに渡っていた両親、ヴァイオリニストのチャン・ミンス（Min Soo Chang）と、同じく音楽家のチャン・ミョン（Myoung Chang）の間に生まれる。
サラは出生時に韓国語名でヨンジュ（Young Joo Chang）と名づけられた。英語名のサラ（Sarah Chang）は、母が当時師事していた作曲家のジョージ・クラムの提案による。彼は、生まれたばかりの赤子が将来、音楽の道に進むと信じ、演奏の場で名乗ることを考えたという。
3歳のときに両親にヴァイオリンをねだり、4歳の誕生日に1/16サイズのヴァイオリンを買ってもらい、練習を始めた。6歳でジュリアード音楽院の入学試験を受け、マックス・ブルッフのヴァイオリン協奏曲を演奏して入学許可を得る。
ジュリアード音楽院ではドロシー・ディレイとその助手ヒョウ・カンの指導を受けた。その一方で、両親はサラが普通の生活を送ることも望んだ。音楽院では6歳で16歳のクラスメイトとともに指導を受け、その傍ら普通学校にも通った。
中学校時代には、中学校の同級生とバレーボール、サッカー、ローラーブレードなどのスポーツに興じた。そんなサラのテレビ初出演は体操選手としてのものだった。
1999年にジュリアード音楽院を卒業。
2004年、ハリウッド・ボウルに史上最年少で殿堂入り。
2005年、Harvard University Leadership Award を受賞。
2006年、ニューズウィークの“Women and Leadership, 20 Powerful Women Take Charge”に選出。
2008年、世界経済フォーラム主催のヤング・グローバル・リーダーズに選出。
2011年、official artistic ambassador by the United States Department of Stateに任命される。
2012年、Harvard University Leadership Award  を受賞。

## 音楽家として
8歳でズービン・メータ指揮のニューヨーク・フィルハーモニー管弦楽団やリッカルド・ムーティ指揮のフィラデルフィア管弦楽団と共演した。10歳でファーストアルバムの録音を行い、それまでハイフェッツが持っていた最年少記録（11歳）を塗り替えた。アルバムは翌年、EMI クラシックスから発売され、発売後まもなく、クラシック音楽のベストセラーとして、ビルボードチャートに入った。
1992年にエイヴリー・フィッシャー・キャリア・グラントを史上最年少で受賞。
1993年にグラモフォン・マガジン賞、1994年には国際クラシック音楽賞、1999年にエイヴリー・フィッシャー賞を獲得。標準的なレパートリーだけでなくゴルトマルクの協奏曲にも早くから取り組んでいる。

## 音楽について
テンプル大学の教授でもある父が、独自の教育方針でサラに接し、育てた教育法が本として出版された。「『だめだ』という言葉は言うな」、「音楽教育は頭脳開発に役に立つ」、「早教育は必須だ」、「不必要な競争心を刺激するな」、「体力を培え」、「遠大な目標を立てよ」といった内容である。
インターネットの発達により、YouTubeからサラの名前で検索すれば、子供の頃から現在の公演、インタビューやドキュメンタリーが視聴できるという。

## 評価
サラ・チャンが10才になったばかりの頃、演奏を初めて聞いて。

### 受賞
- 1992年 エイヴリー・フィッシャー・キャリア・グラント[5]
- 1993年 グラモフォン・マガジン賞
- 1994年 国際クラシック音楽賞
- 1999年 エイヴリー・フィッシャー賞